# Freccia del Brabante 2014
La Freccia del Brabante 2014, cinquantaquattresima edizione della corsa, valida come evento del circuito UCI Europe Tour 2014 categoria 1.HC, fu disputata il 16 aprile 2014 per un percorso di 203,1 km. Fu vinta dal belga Philippe Gilbert, al traguardo in 4h54'26" alla media di 41,38 km/h.
Furono 102 i ciclisti che portarono a termine la gara.

## Squadre e corridori partecipanti
| N.      | Cod. | Squadra                      |
| ------- | ---- | ---------------------------- |
| 1-8     | EUC  | Team Europcar                |
| 11-18   | BMC  | BMC Racing Team              |
| 21-28   | GRS  | Garmin-Sharp                 |
| 31-38   | LTB  | Lotto-Belisol                |
| 41-48   | OPQ  | Omega Pharma-Quickstep       |
| 51-58   | OGE  | Orica-GreenEDGE              |
| 61-68   | GIA  | Team Giant-Shimano           |
| 71-78   | KAT  | Katusha Team                 |
| 81-88   | TFR  | Trek Factory Racing          |
| 91-98   | AND  | Androni Giocattoli-Venezuela |
| 101-108 | BAR  | Bardiani-CSF                 |
| 111-118 | CCC  | CCC Polsat-Polkowice         |

| N.      | Cod. | Squadra                         |
| ------- | ---- | ------------------------------- |
| 121-128 | COF  | Cofidis, Solutions Credits      |
| 131-138 | COL  | Colombia                        |
| 141-148 | IAM  | IAM Cycling                     |
| 151-158 | MTN  | MTN-Qhubeka                     |
| 161-168 | NRI  | Neri Sottoli                    |
| 171-178 | RVL  | RusVelo                         |
| 181-188 | TNE  | Team NetApp-Endura              |
| 191-198 | TNN  | Team Novo Nordisk               |
| 201-208 | TSV  | Topsport Vlaanderen-Baloise     |
| 211-218 | UHC  | UnitedHealthcare Pro Cycling T. |
| 221-228 | WGG  | Wanty-Groupe Gobert             |

## Ordine d'arrivo (Top 10)
| Pos. | Corridore             | Squadra       | Tempo    |
| ---- | --------------------- | ------------- | -------- |
| 1    | Philippe Gilbert      | BMC           | 4h54'26" |
| 2    | Michael Matthews      | Orica-GreenE. | s.t.     |
| 3    | Tony Gallopin         | Lotto-Belisol | s.t.     |
| 4    | Simon Geschke         | Giant-Shimano | s.t.     |
| 5    | Björn Leukemans       | Wanty-Gobert  | s.t.     |
| 6    | Nathan Haas           | Garmin-Sharp  | s.t.     |
| 7    | Davide Rebellin       | CCC Polsat    | s.t.     |
| 8    | Julien Vermote        | Omega Pharma  | s.t.     |
| 9    | Sébastien Reichenbach | IAM Cycling   | s.t.     |
| 10   | Alexey Tsatevitch     | Katusha Team  | s.t.     |